# ريك جاردين
ريك جاردين هو رياضياتي كندي، ولد في 1951.